# BET Award for Best New International Act
Der BET Award for Best New International Act wird seit 2018 jährlich von Black Entertainment Television im Rahmen der BET Awards für den besten internationalen Musiker vergeben.

## Liste der Sieger und Nominierten

### 2010er
| Jahr        | Künstler               | Land  | Ref |
| ----------- | ---------------------- | ----- | --- |
| 2019        |                        |       |     |
| Sho Madjozi | Südafrika              | [ 1 ] |     |
| Teni        | Nigeria                | [ 1 ] |     |
| Octavian    | Vereinigtes Königreich | [ 1 ] |     |
| Nesly       | Frankreich             | [ 1 ] |     |
| Headie One  | United Kingdom         | [ 1 ] |     |
| Jok’Air     | Frankreich             | [ 1 ] |     |

### 2020er
| Jahr             | Künstler               | Land  | Ref |
| ---------------- | ---------------------- | ----- | --- |
| 2020             |                        |       |     |
| Sha Sha          | Südafrika              | [ 2 ] |     |
| Rema             | Nigeria                | [ 2 ] |     |
| Hatik            | Frankreich             | [ 2 ] |     |
| Celeste          | Vereinigtes Königreich | [ 2 ] |     |
| Young T & Bugsey | Vereinigtes Königreich | [ 2 ] |     |
| Stacy            | Frankreich             | [ 2 ] |     |
| 2021             |                        |       |     |
| Bree Runway      | Vereinigtes Königreich | [ 3 ] |     |
| Arlo Parks       | Vereinigtes Königreich | [ 3 ] |     |
| Bramsito         | Frankreich             | [ 3 ] |     |
| Elaine           | Südafrika              | [ 3 ] |     |
| MC Dricka        | Brasilien              | [ 3 ] |     |
| Ronisia          | Frankreich             | [ 3 ] |     |
| Tems             | Nigeria                | [ 3 ] |     |